# Mokhtar Belkhiter
Mokhtar Belkhiter (Orano, 15 gennaio 1992) è un calciatore algerino, difensore dell'ASO Chlef.

## Carriera

### Club
Milita dal 2010 al 2013 nel Blida. Nel 2013 si trasferisce all'MC El Eulma. Nella stagione 2013-2014 ha esordito nel campionato di massima serie algerina. Colleziona 71 presenze in tre anni. Nel 2016 si trasferisce al Club Africain, nel campionato tunisino.

### Nazionale
Ha esordito con la nazionale algerina il 7 gennaio 2017 nell'amichevole vinta per 3-1 contro la Mauritania ed è stato poi convocato per la Coppa d'Africa dello stesso anno.

## Palmarès

### Club

#### Competizioni nazionali
- Coppa di Tunisia: 2

Club Africain: 2016-2017, 2017-2018